# Coscinaraea hahazimaensis
Coscinaraea hahazimaensis is een rifkoralensoort uit de familie van de Coscinaraeidae. De wetenschappelijke naam van de soort is voor het eerst geldig gepubliceerd in 1936 door Yabe & Sugiyama.